# Абакаров, Садулла Ибрагимович
Садулла́ Ибраги́мович Абака́ров (род. 2 декабря 1953 года, г. Иджеван Армянской ССР) — советский и российский учёный, изобретатель. Один из ведущих стоматологов Российский Федерации, доктор медицинских наук, профессор, заслуженный врач РФ, заслуженный деятель науки РФ, дважды лауреат премий Правительства РФ, лауреат Государственной премии РФ. Заведующий кафедрой ортопедической и общей стоматологии, декан стоматологического факультета Российской медицинской академии непрерывного профессионального образования.

## Биография
Родился в городе Иджеван Армянской ССР.
Окончил в 1975 году стоматологический факультет Дагестанского государственного медицинского института.
С 1975 по 1979 год работал по распределению в Чечено-Ингушской АССР.
В 1979—1981 годах учился в клинической ординатуре Центрального ордена Ленина института усовершенствования врачей (ЦОЛИУВ) — ныне Российская медицинская академия непрерывного профессионального образования (РМАНПО). В 1981 году поступил в аспирантуру, которую окончил в 1984 году. В аспирантуре досрочно защитил кандидатскую диссертацию.
С 1985 года по настоящее время работает в Российской медицинской академии непрерывного профессионального образования.
С 1988 по 1993 год — учёный секретарь союзной проблемной комиссии (30.04) при АМН СССР.
С 1999 по 2003 год — помощник председателя комитета по охране здоровья и спорту Государственной думы Российской Федерации.
С 2000 по 2004 год — председатель Центральной учебно-методической комиссии по последипломному образованию Минздрава РФ.
В 1993 году С. И. Абакаров защитил докторскую диссертацию. В 1994 году назначен профессором кафедры, с 1995 года по настоящее время заведует кафедрой ортопедической и общей стоматологии РМАНПО.
С 2000 года по настоящее время является деканом стоматологического факультета Российской медицинской академии непрерывного профессионального образования.
С 2021 года советник председателя комитета по науке, здравоохранению и культуре Совета Федерации РФ.

## Научные достижения
Приоритетными направлениями научной деятельности Абакарова С. И. являются разработка и внедрение в клиническую практику комплексных программ и алгоритмов, связанных с совершенствованием технологий ортопедического лечения дефектов и деформаций зубочелюстной системы. Впервые в мировой практике им изучена микроциркуляция пульпы зубов, препарированных для металлокерамических протезов и создан чёткий алгоритм сохранения их витальности. Разработаны и внедрены в практику новые методы лечения с применением детальных имплантатов. Впервые в отечественной и зарубежной практике создано принципиально новое научное направление по лечению и реабилитации онкобольных после резекции челюстей, разработаны конструкции челюстно-лицевых протезов с пневматическим обтуратором и технологии их применения.
Автор 637 научных и учебно-методических работ, в том числе 14 монографий, из которых 8 утверждены Минобрнауки РФ в качестве учебников для медицинских вузов России, а также 58 учебных пособий и методических рекомендаций, из которых 27 утверждены Минздравом СССР и РФ. Автор 61 патента и авторских свидетельств на изобретения. Под руководством Абакарова С. И. защищены 22 кандидатские и 3 докторские диссертации. Индекс Хирша 21.

## Награды и членства
- Медаль 850 летия Москвы
- Медаль «Ветеран труда»
- Заслуженный врач Республики Дагестан
- Заслуженный врач Российской Федерации
- В 2016 году удостоен Премии Правительства Российской Федерации в области образования[3]. Был руководителем коллектива.
- В 2018 году удостоен Премии Правительства Российской Федерации в области науки и техники.[4] Был руководителем коллектива.
- Указом Президента Российской Федерации присуждена (в соавторстве с академиком РАН Чойнзоновым Е. Л. и академиком РАН Решетовым И. В.) Государственная премия Российской Федерации в области науки и технологии (2020).
- Заслуженный деятель науки Российской Федерации (2021).
- Избран в член-корреспонденты РАН (2022).
- Награждён орденом «За заслуги перед Республикой Дагестан» (2021).
- Награждён почётной грамотой Министра здравоохранения РФ.
- Награждён нагрудным знаком «Отличник здравоохранения»
- Награждён медалью «За заслуги перед отечественным здравоохранением»
- Награждён почётной грамотой Президента РАН (2023).
- Член диссертационного совета РУМ Минздрава России.
- Член редколлегии журналов «Стоматология», «Клиническая стоматология», «Российский стоматологический журнал» и др.
- Эксперт Росздравнадзора РФ
- Эксперт Российской академии наук (РАН)